# سد فيردين
سد فيردين (بالنرويجية: Ferden reservoir‏) هو خزان مائي يقع على نهر لونزا، في قرية فيردين التي تتبع كانتون فاليز في سويسرا تبلغ مساحته حوالي (10.6 هكتارا) ما يعادل (26 فدانا).